# Kabinett Shidehara
Das Kabinett Shidehara (japanisch Shidehara naikaku) regierte das nach dem Zweiten Weltkrieg unter SCAP Douglas MacArthur besetzte Japan um Premierminister Baron Shidehara Kijūrō vom 9. Oktober 1945 bis zum 22. Mai 1946. Es war das vorletzte Kabinett des Japanischen Kaiserreiches.
Shidehara wurde zum Premierminister ernannt, nachdem das Übergangskabinett Higashikuni über aus seiner Sicht zu radikale Demokratisierungsmaßnahmen der Besatzungsverwaltung Anfang Oktober 1945 zurückgetreten war. Das Kabinett war noch nicht eindeutig parteilich, auch wenn viele Minister Mitglieder der beiden sich 1945/46 formierenden Nachfolger der beiden großen bürgerlichen Vorkriegsparteien Seiyūkai→Liberale Partei und Minseitō→Fortschrittspartei wurden oder Mitglied einer der Herrenhausfraktionen waren, die traditionell mit einer der beiden Parteien verbündet waren. Viele Politiker, besonders aus der FPJ, die in größerem Umfang als die LPJ aus Politikern der Vor- und Kriegszeit bestand, wurden ab 1946 wegen angenommener Mitverantwortung am Krieg durch die Besatzungsverwaltung (SCAP/GHQ) von öffentlichen Ämtern ausgeschlossen („gesäubert“), darunter auch mehrere Minister im Kabinett Shidehara.
Neben den unmittelbar aus dem Krieg resultierenden Notwendigkeiten wie Demobilisierung und Auflösung von Heer und Marine, Versorgungsmängeln und ersten Wiederaufbaumaßnahmen war die wichtigste Aufgabe die Erarbeitung einer neuen Nachkriegsordnung in Form einer neuen Verfassung, die nach ursprünglicher Vorstellung des SCAP aus japanischer Initiative entstehen sollte. Auch Shidehara kam wie viele von SCAP favorisierte Politiker aus der konservativen Führungsschicht der Vorkriegszeit, was Kontinuität und innere Stabilität sichern half, aber gleichzeitig bedeutete, dass vom SCAP geforderte grundlegende Änderungen des politischen und Rechtssystems nicht oder nur zaghaft in Angriff genommen wurden.
Der unter Shidehara erarbeitete Verfassungsentwurf wurde vom SCAP als inakzeptabel abgelehnt und letztlich durch einen eigenen Entwurf ersetzt, auch wenn damals eine bloße öffentliche Erwähnung der direkten SCAP-Einflussnahme Gegenstand der CCD-Zensur war. Vor dem Beschluss dieser neuen Verfassung im Reichstag fand im April 1946 die 22. Abgeordnetenhauswahl statt, außerdem gab es 1946 Nachwahlen und andere Neuernennungen zum Herrenhaus, nachdem auch dort viele Mitglieder „gesäubert“ worden waren; die eigentlich im Sommer 1946 anstehenden regulären 9. Adelswahlen wurden angesichts der dann bereits absehbaren Abschaffung nicht mehr durchgeführt. Bei der Abgeordnetenhauswahl wurde die Liberale Partei stärkste Partei. Deren Parteivorsitzender Hatoyama Ichirō wurde zunächst mit der Bildung einer neuen Regierung beauftragt, aber von Douglas MacArthur zu diesem Zeitpunkt abgelehnt und Anfang Mai 1946 ebenfalls „gesäubert“. Stattdessen übernahm Außenminister Yoshida Shigeru mit dem Kabinett Yoshida I am 22. Mai 1946 die Regierung.
| Amt bis zum 1. Dezember 1945                                                                                       | Amt ab dem 1. Dezember 1945                                                                                        | Name                                                                               | Kammer                        | Fraktion/Partei                           |
| --- | --- | ---------------------------------------------------------------------------------- | ----------------------------- | ----------------------------------------- |
| Premierminister | Premierminister | Shidehara Kijūrō                                                                   | Herrenhaus                    | Dōwakai → Fortschrittspartei Japans (FPJ) |
| Außenminister | Außenminister | Yoshida Shigeru                                                                    | — → Herrenhaus                | — → Liberale Partei Japans (LPJ)          |
| Innenminister | Innenminister | Horikiri Zenjirō bis 13. Januar 1946 Mitsuchi Chūzō ab 13. Januar 1946             | Herrenhaus Herrenhaus         | Kenkyūkai Kenkyūkai                       |
| Finanzminister | Finanzminister | Vizegraf Shibusawa Keizō                                                           | Herrenhaus                    | Kenkyūkai                                 |
| Heeresminister | abgeschafft | Shimomura Sadamu                                                                   | —                             | —                                         |
| — | Erster Demobilisierungsminister (第一復員大臣)                                                                     | Shidehara Kijūrō                                                                   | Herrenhaus                    | FPJ                                       |
| Marineminister | abgeschafft | Yonai Mitsumasa                                                                    | —                             | —                                         |
| — | Zweiter Demobilisierungsminister (第二復員大臣)                                                                    | Shidehara Kijūrō                                                                   | Herrenhaus                    | FPJ                                       |
| Justizminister | Justizminister | Iwata Chūzō                                                                        | Herrenhaus                    | Dōwakai                                   |
| Bildungsminister                                                                                                   | Bildungsminister                                                                                                   | Maeda Tamon bis 13. Januar 1946 Abe Yoshishige ab 13. Januar 1946                  | Herrenhaus Herrenhaus         | Dōseikai Dōseikai                         |
| Minister für Gesundheit und Soziales                                                                               | Minister für Gesundheit und Soziales                                                                               | Ashida Hitoshi                                                                     | Abgeordnetenhaus              | LPJ                                       |
| Minister für Landwirtschaft und Forsten                                                                            | Minister für Landwirtschaft und Forsten                                                                            | Matsumura Kenzō bis 13. Januar 1946 Soejima Sempachi ab 13. Januar 1946            | Abgeordnetenhaus —            | FPJ —                                     |
| Minister für Handel und Industrie                                                                                  | Minister für Handel und Industrie                                                                                  | Ogasawara Sankurō                                                                  | Abgeordnetenhaus              | FPJ                                       |
| Verkehrsminister                                                                                                   | Verkehrsminister                                                                                                   | Tanaka Takeo bis 13. Januar 1946 Mitsuchi Chūzō Murakami Giichi ab 26. Januar 1946 | Abgeordnetenhaus Herrenhaus — | FPJ Kenkyūkai —                           |
| Präsident der Behörde zur Beseitigung von Kriegsschäden (戦災復興院総裁 sensai fukkō-in sōsai) ab 5. November 1945 | Präsident der Behörde zur Beseitigung von Kriegsschäden (戦災復興院総裁 sensai fukkō-in sōsai) ab 5. November 1945 | Kobayashi Ichizō                                                                   | Herrenhaus                    | Klub der Unabhängigen                     |
| Staatsminister, Leiter des Legislativbüro des Kabinetts                                                            | Staatsminister, Leiter des Legislativbüro des Kabinetts                                                            | Narahashi Wataru bis 13. Januar 1946 Ishiguro Takeshige ab 13. Januar 1946         | Abgeordnetenhaus —            | — —                                       |
| Staatsminister, Chefkabinettssekretär                                                                              | Staatsminister, Chefkabinettssekretär                                                                              | Tsugita Daisaburō bis 13. Januar 1946 Narahashi Wataru ab 13. Januar 1946          | Herrenhaus Abgeordnetenhaus   | Dōseikai —                                |
| Staatsminister | Staatsminister | Matsumoto Jōji                                                                     | Herrenhaus                    | Klub der Unabhängigen                     |